# Parti Crédit social du Manitoba
Le Parti Crédit social du Manitoba (anglais : Manitoba Social Credit Party, originellement appelé Manitoba Social Credit League) était un parti politique actif au niveau provincial au Manitoba (Canada). À ses débuts il prônait les théories de réforme monétaire du crédit social.

## Historique
Le parti est fondé en 1935-1936, peu après la victoire électorale du Parti Crédit social de William Aberhart dans la province voisine d'Alberta. Bien que le parti n'ait jamais remporté un très grand nombre de sièges à l'Assemblée législative du Manitoba, il maintient une présence continue pour la majorité de la période de 1936 à 1973.
Dans ses premières années, la Ligue du crédit social prend la forme d'un mouvement de contestation populiste. Comme d'autres partis créditistes au Canada, il devient finalement un parti conservateur tout en conservant son image anti-establishment. La direction du parti est antisocialiste de façon consistante.
Lors de l'élection de 1936, le Parti Crédit social présente 19 candidats, dont 5 sont élus. Le parti n'a aucun chef pour cette élection, mais Stanley Fox est choisi pour diriger le caucus parlementaire peu après. Durant cette période, le parti prône les théories monétaires de C. H. Douglas que Aberhart mettait de l'avant en Alberta depuis plusieurs années.
L'élection de 1936 produit un gouvernement minoritaire, avec 23 libéraux-progressistes, 16 conservateurs, 7 députés du Parti ouvrier indépendant, 5 créditistes et 4 autres. Après l'échec des premières négociations entre les libéraux-progressistes et les conservateurs pour former un gouvernement de coalition, les créditistes prennent tout le monde par surprise en proposant d'appuyer le gouvernement libéral-progressiste de John Bracken. Certains membres du parti espèrent peut-être une coalition formelle, mais cela n'a pas lieu et le parti offre son soutien au gouvernement en tant que parti indépendant pour les quatre prochaines années.
Fox démissionne en tant que chef en 1937 et est remplacé par S. E. Rogers.
Après le déclenchement de la Première Guerre mondiale, Bracken propose la formation d'un gouvernement non-partisan, au sein duquel les quatre plus grands partis auraient des postes ministériels pour démontrer l'unité provinciale. Ce plan est approuvé par les autres partis, et le Crédit social se joint au gouvernement vers la fin de 1940. Le député créditiste Norman Turnbull est assermenté en tant que ministre sans portefeuille le 4 novembre 1940 et conserve cette fonction jusqu'au 14 février 1946.
La décision de se joindre au gouvernement cause des divisions au sein du parti. Lors de l'élection de 1941, plusieurs candidats créditistes font campagne en opposition à la coalition, tandis que d'autres l'appuient. Cette division nuit à la crédibilité du parti auprès de l'électorat, et seuls trois créditistes sont élus : Fox, Turnbull et Rogers (tous des partisans de la coalition).
Il semblerait que le parti n'ait eu aucun chef lors de l'élection suivante ; il devient une simple aile à la coalition libérale-conservatrice à mesure que la décennie 1940 avance. Fox et Turnbull sont réélus lors de l'élection de 1945, mais le parti ne présente que deux autres candidats dans le reste de la province. À la fin des années 1940, il perd totalement sa cohérence en tant que force parlementaire et ne présente aucun candidat lors de l'élection de 1949.
Le Parti Crédit social réapparaît pour l'élection de 1953 : William Bullmore est élu dans la circonscription de Dauphin, et Gilbert Hutton est élu dans Minnedosa. Le parti est de nouveau marginalisé lors de la législature qui s'ensuit, toutefois, et aucun candidat créditiste n'est élu aux élections de 1958 et 1959. Bien que les partis créditistes en Alberta et en Colombie-Britannique avaient complètement abandonné leurs politiques monétaires à cette époque, Bullmore et Hutton continuent de prôner le crédit social durant leur mandat à la législature.
Au cours de la période comprenant la fin des années 1940 et les années 1950, le président du Parti Crédit social du Manitoba est Wilbert James Tinkler. Il était ce qui s'approchait le plus d'un chef officiel durant cette période, puisque ni Bullmore ni Hutton n'ont de rôle officiel à la législature.
Le parti est ranimé en novembre 1959, lorsque Jacob Froese remporte une élection partielle dans la circonscription de Rhineland. Froese siège à l'Assemblée législative jusqu'à l'élection de 1973, lors de laquelle il est défait par un candidat progressiste-conservateur. Le parti ne réussit pas à remporter d'autres sièges et Froese remplit le rôle de député indépendant durant son mandat. Il a également été chef du parti de 1959 à 1977. On l'appelait parfois la « conscience du parlement », et il semblerait qu'il ne prônait pas la doctrine originale de son parti sur la réforme monétaire.
Le Parti Crédit social présente cinq candidats lors de l'élection de 1977 ; ils enregistrent tous de piètres résultats. Même Froese est relégué à une quatrième place. Lors de l'élection de 1981, le parti annonce qu'il ne présentera aucun candidat. Froese faisait désormais partie du Parti progressiste de Sidney Green.
Le parti semble s'être dissout peu après.

## Sources
- (en) Cet article est partiellement ou en totalité issu de l’article de Wikipédia en anglais intitulé « Manitoba Social Credit Party » (voir la liste des auteurs).